# Алфред Драјфус
Алфред Драјфус (фр. Alfred Dreyfus; Милуз, 9. октобар 1859 — Париз, 12. јул 1935) био је официр француске војске, најпознатији по томе што је био у центру Афере Драјфус. Без доказа је осуђен на доживотну робију, али је после великог негодовања јавности и ангажованог иступа писца Емила Золе откривен прави кривац, а Драјфус рехабилитован.

## Биографија
Рођен у Милузу у Алзасу у Француској, Драјфус је био најмлађи од седморо деце у породици јеврејских произвођача текстила који су остали у Француској и узели француско држављанство када је Немачко царство анектирало Алзас 1871. године.
Био је примљен у Политехничку школу (фр. École Polytechnique) на основну војну обуку и темељне научне студије 1877. а дипломирао је 1880. године као потпоручник.
Године 1894. му је суђено за издају; то суђење је поделило француску јавност на два табора - демократе, републиканце са једне и ројалисте, клерикалце са друге стране. Драјфус је на основу лажних доказа осуђен на доживотну робију.
Године 1894, у антисемитској атмосфери створеној написима у штампи и јавности, од стране француске противобавештајне службе откривен је акт шпијунаже непознатог официра у корист Немачке. Трагови су упућивали на Врховни штаб француске војске у којем је капетан Алфред Драјфус био једини Јевреј. Упркос томе што није било стварних доказа за инкриминације за које су га оптужили, Драјфус је ухапшен и осуђен на доживотни затвор на Ђавољем острву, у Француској Гвајани.
Исте је године пуковник Мари Жорж Пикар, шеф противобавештајне службе, открио правог кривца, мајора Фердинанда Естерхазија, али му је вођство генералштаба забранило даљу акцију, Естерхазија ослободило кривице, а пуковника Пикара преместило у Тунис.

Истина је ипак продрла у јавност, па су многе познате особе оног времена стале у одбрану Алфреда Драјфуса, међу осталима и познати писац Емил Зола који је 1898. у свом отвореном писму оптужио чланове Врховног штаба за „један од најгорих правних злочина у историји“. Емил Зола је због тога писма осуђен на годину дана затвора због чега се склонио у Енглеску. Золино писмо је је поделило целокупну француску јавност на демократски и конзервативни табор. У Француској је дошло до антисемитских изгреда, а местимице и до крвавих прогона драјфусара (присталица ревизије процеса Алфреду Драјфусу). Услед свих тих догађаја Француска се нашла 1898. на ивици грађанског рата. Исте године је откривено да је документ који је теретио Драјфуса кривотворен.
Кривотворитељ, пуковник Анри је признао то дело и убио се у затвору, а мајор Естерхази је побегао у Лондон. Нова влада је 1899. наредила ревизију процеса, али упркос очитим чињеницама које су ослобађале Драјфуса, исти је од стране војног суда опет оглашен кривим, али је уз одређене олакшавајуће околности осуђен на 10 година затвора. Недуго потом га је председник републике помиловао, а године 1906. је извршена нова ревизија процеса на којем је Алфред Драјфус потпуно рехабилитован, унапређен у мајора и одликован Редом Легије части. Учествовао је у Првом светском рату и 1918. унапређен је у потпуковника.